# Dymi
Dymi (in greco Δύμη?) è un ex comune della Grecia nella periferia della Grecia Occidentale (unità periferica dell'Acaia) con 10 664 abitanti secondo i dati del censimento 2001.
È stato soppresso a seguito della riforma amministrativa, detta Programma Callicrate, in vigore dal gennaio 2011 ed è ora compreso nel comune di Dytiki Achaia.
In passato vi si svolse la battaglia di Dime.

## Località
Dymi è suddiviso nelle seguenti comunità (i nomi dei villaggi tra parentesi):
- Kato Achaia (Kato Achaia, Alykes, Manetaiikia, Paralia Kato Achaias, Piso Sykea)
- Agiovlasitika (Agiovlasitika, Kapeli, Lefkos, Stenaitika)
- Alissos (Alissos, Kamenitsa, Paralia Alissou, Profitis Elissaios)
- Ano Achaia
- Elaiochori
- Kato Alissos (Kato Alissos, Gialos)
- Niforeika (Niforeika, Paralia Niforeikon)
- Petrochori (Petrochori, Veskoukaiika, Vythoulkas, Zampeteika, Karya, Lampraiika, Logothetis)